# Goshindo
Goshindō (護身道) eller Goshinbudō, bokstavligen: "Självförsvar" (goshin), "strid" (bu), "väg" (dō), är ett generiskt uttryck för flera olika moderna självförsvar (även kända som gendai jūjutsu), vilka baseras på MMA-tekniker från Japan. Namnet goshindō ska tydas ungefär som "vägen att skydda sin kropp". De flesta Goshindō-system utgår typiskt från jūjutsu-tekniker berikade med metoder från andra kampkonsttraditioner som karate, boxning samt kick- och thaiboxning. Dessa tekniker har sedan integrerats och modifierats för nutida självförsvarssituationer.
Goshindō finns i flera olika former runt om i världen, precis som till exempel jūjutsu har flera olika varianter. Det finns även karatestilar och kempoklubbar, som använder ordet goshindō i sitt namn.

## Karakteristiska drag
Att studera Goshindō är att ställa om sitt sinnelag att bli som bambu:
Tom: Rent hjärta, sinne, ande.
Flexibel: Kunna vika när det behövs utan att krossas.
Stabil: Solid grund av teknik och tradition.
Det utmärkande för goshindōs teknik är det fria träningskonceptet, där man fokuserar på att utveckla funktionen av sina tekniker istället för formen. Om en teknik inte fungerar i kamp eller kräver mycket trixande, är det inte goshindō.
Den andra utmärkande delen för goshindō är avsaknaden av ett regelrätt tekniksystem. Man jobbar istället efter ett matrissystem, som utövarna själva fyller på med tekniker. Teknikerna hämtar man från träningsläger med olika världsmästare och andra framstående utövare på årligen återkommande träningsläger.
För en utomstående betraktare kan goshindo se ut som shootfighting i gi. Men även om goshindō tillåter hård kontakt vid tävling gäller alltid semikontakt mot huvudet,  och knockout medför automatisk diskvalificering.

## Kuniba-ryū Goshindō
Ett av de första systemen att använda namnet Goshinbudō var Kuniba Goshindō, även känt som Goshinbudō, skapat av Shōgō Kuniba. Kuniba kombinerade sina insikter i Shitō-ryū karate, Yoshinkan aikidō, Kodokan jūdō och jūjutsu för att bättre tillgodose behoven hos sina utländska studenter efter självförsvarssystem. Detta drivs numera inom stilorganisationen Kuniba-kai International, även i Sverige som Svenska Kuniba Kai och finns på Wakajishi karateklubb, Södermalm i Stockholm. med Ky Buon Tang som instruktör och Kyoshi.

## Sverige
I Sverige finns det en form av Goshindo, som är skapad av Lennart Collán år 1994. Stilen innehåller momenten från flera olika kampsporter såsom brottning, boxning, thaiboxning och judo sammansatta till ett kampflöde. Den svenska Goshindon har administrativt ett ursprung ur Svenska Budoförbudets gamla jūjutsusektion, men den tekniska inspirationen kommer från tidigare nämnda kampsporter. Stilen kommer ursprungligen från stockholmsområdet, men finns spridd över många delar av landet.

## Frankrike
I Frankrike finns en annan stil med samma namn, som till skillnad från svenska goshindō är ett regelrätt jūjutsusystem.